# Kenneth Bratthall
Kenneth Bratthall, född 24 november 1936 i Göteborg, är en svensk jurist.
Bratthall avlade studentexamen vid Hvitfeldtska högre allmänna läroverket 1955 och juris kandidatexamen vid Lunds universitet 1963. Han genomförde tingstjänstgöring i Orusts, Tjörns och Inlands domsaga 1963–-1965 och blev fiskal i Hovrätten för Västra Sverige 1966. Bratthall blev assessor i hovrätten 1973, var sekreterare i Pensionsålderskommittén 1970–1975, var sakkunnig i Socialdepartementet 1969–1970, 1973 och 1974–1977, svensk delegat i Europarådets sociala kommitté 1975–1977 samt föredragande i riksdagens socialförsäkringsutskott 1973. Han blev domare i Försäkringsdomstolen 1977, var ordförande på avdelning i Försäkringsöverdomstolen 1979-1995 och lagman i Svea hovrätt från 1995 till sin pensionering. År 1994 studerade han europarätt vid École Nationale de la Magistrature i Frankrike. Åren 1995–2006 arbetade han på uppdrag av Justitiedepartementet och Domstolsverket med utbildning av svenska och baltiska domare i europarätt. Efter sin pensionering 2006 arbetade han för EU-kommissionen fram till 2016 med utbildning i europarätt av domare i de nya medlemsstaterna, kandidatländerna samt Israel och Marocko, samt fram till 2018 för Domstolsverket med EU-rättsliga frågor.